# Speak Low
«Speak Low» (с англ. — «Говори тише») — песня, написанная Куртом Вайлем на слова Огдена Нэша в 1943 году. Впервые песня прозвучала в исполнении Мэри Мартин и Кенни Бейкера в бродвейском мюзикле «Одно прикосновение Венеры» в 1943 году.
В 1944 году канадский дирижёр Гай Ломбардо записал свою версию песни с вокалом Билли Лича, которая стала популярной. В 1948 году у мюзикла появилась киноадаптация, где её исполняли Ава Гарднер (дублировала Эйлин Уилсон) и Дик Хеймс.
Со временем всё больше артистов стали исполнять эту песню, например, Билли Холидей и Тони Беннет, The Miracles и Ди Ди Бриджуотер, Элла Фитцджеральд и Джо Пасс, Лотте Ленья, Барбра Стрейзанд. Также появились инструментальные версии песни в исполнении Чета Бейкера, Джерри Маллигана, Билл Эванса, Дональда Бёрда и Джона Колтрейна, Роя Харгроува, Эумира Деодато и других. Композиция стала считаться джазовым стандартом.